# Jorge López
Jorge Lopez Astorga (Llaillay, 30 de outubro de 1991) é um ator, cantor e modelo chileno. Ele ganhou destaque interpretando o personagem Ramiro Ponce, na telenovela do Disney Channel latino-americana Soy Luna (2016–18). López ganhou mais reconhecimento ao interpretar Valerio Montesinos na série de drama e suspense da Netflix, Elite. Sua formação em atuação ocorreu através da Universidad de Artes, Ciencias y Comunicación em Providencia, Chile.

## Biografia
Jorge estudou atuação na Fernando González Academy e na UNIACC University, ele também tem um diploma em teatro musical e também teve aulas de coro. Sua estreia na televisão foi na telessérie juvenil de MEGA, Decibel 110, que estreou em 2011. Mais tarde, ele participou da sexta temporada de Los 80 e da telessérie Mama mechona.
Jorge também participou de musicais como "O Mágico de Oz", "Peter Pan, Chicago e Chicago" e como um rosto publicitário.
No verão de 2014, ele saltou para a fama depois que a academia Madonna em Santiago foi selecionada para participar de Toronto em uma aula de dança exclusiva com "La reina del pop".
Tendo feito várias audições em 2015 foi selecionado para integrar o elenco da série original Disney Channel Sou Luna, onde ele divide o crédito com Karol Sevilla, Ruggero Pasquarelli, Valentina Zenere e Michael Ronda. que fazem parte da trilha sonora da série e suas três temporadas (2016-2018).
Em 2018 integrou o elenco de Wake Up, interpretando Iris e no ano seguinte deu vida a Valerio na série original da Netflix, Élite, na qual permaneceu durante duas temporadas.
Foi confirmado na série brasileira da Netflix Temporada de Verão, onde interpretará Diego.

## Filmografia

### Cinema
| Ano  | Título                      | Personagem          |
| ---- | --------------------------- | ------------------- |
| 2011 | Violeta se fue a los cielos | Ángel Parra (jovem) |

### Televisão
| Ano     | Título             | Personagem         | Notas                  |
| ------- | ------------------ | ------------------ | ---------------------- |
| 2011–12 | Decibel 110        | Jorge Ríos         |                        |
| 2014    | Los 80             | Gustavo Morales    | 3 episódios            |
| 2014    | Mamá mechona       | Presidente CEPSI   | 11 episódios           |
| 2016–18 | Soy Luna           | Ramiro Ponce       |                        |
| 2018    | Wake Up            | Iris               |                        |
| 2019–20 | Élite              | Valerio Montesinos | Netflix; Temporada 2–3 |
| 2022    | Temporada de Verão | Diego              | Netflix                |

### Teatro
- El mago de Oz
- Peter Pan
- Chicago
- Rostro publicitario

## Turnês
- Soy Luna en concierto (2017) – Turnê Latino-americana
- Soy Luna Live (2018) – Turnê Europeia
- Soy Luna en vivo (2018) – Turnê Latino-americana

## Discografia
| Ano  | Disco               |
| ---- | ------------------- |
| 2012 | Decibel 110         |
| 2016 | Soy Luna            |
| 2016 | Música en ti        |
| 2017 | La vida es un sueño |
| 2017 | Soy Luna Remixes    |
| 2018 | Modo Amar           |

## Prêmios e indicações
| Ano  | Premiação   | Categoria     | Indicação | Resultado | Refs. |
| ---- | ----------- | ------------- | --------- | --------- | ----- |
| 2017 | Fans Awards | Listo lo dije | Ele mesmo | Indicado  | [ 9 ] |